# Eibensee (See)
Der Eibensee ist ein Bergsee im salzburgischen Teil des Salzkammergutes im Gemeindegebiet von Sankt Gilgen und liegt auf 952 m ü. A. Sein Ablauf ist der Eibenseebach, der am Oberlauf nordwärts durch das Wildmoos fließt und sich dann nach Südwesten wendet, um nach einem längeren Laufstück in Fuschl am See nicht weit vom Ellmaubach in den Fuschlsee zu münden.

## Beschreibung
Die Mulde des Sees liegt zwischen dem 1205 m ü. A. hohen Eibenseekopf im Westen und dem Marienköpfl 1074 m ü. A. im Westen, von deren verbindenden Sattel im Bereich der Eibenseealm im Süden her ein recht kurzer Zufluss in den See mündet. Der Eibensee befindet sich im Besitz der Österreichischen Bundesforste. Er ist 280 Meter lang und 175 Meter breit und bis zu 14 Meter tief. 